# Anca Heltne
Anca Heltne (née le 1er janvier 1978 à Câmpulung) est une athlète roumaine, spécialiste du lancer du poids. 

## Biographie
Anca Heltne est suspendue pour dopage du 27 février 2010 au 31 mars 2012.

## Palmarès
| Date | Compétition                          | Lieu         | Résultat | Marque  |
| ---- | ------------------------------------ | ------------ | -------- | ------- |
| 2009 | Championnats d'Europe en salle       | Turin        | 3e       | 18,71 m |
| 2009 | Coupe d'Europe hivernale des lancers | Los Realejos | 2e       | 18,76 m |
| 2009 | Jeux de la Francophonie              | Beyrouth     | 1re      | 17,80 m |
| 2013 | Championnats d'Europe en salle       | Göteborg     | 7e       | 17,64 m |
| 2013 | Jeux de la Francophonie              | Nice         | 1re      | 17,14 m |

### Records
| Épreuve         | Épreuve      | Performance | Lieu     | Date             |
| --------------- | ------------ | ----------- | -------- | ---------------- |
| Lancer du poids | En plein air | 19,08 m     | Moscou   | 1er juillet 2009 |
| Lancer du poids | En salle     | 19,90 m     | Bucarest | 20 février 2010  |